# Sharpeville-i hatok
A sharpeville-i hatok – Mojalefa Sefatsa, Theresa Ramashamola, Reid Mokoena, Oupa Diniso, Duma Khumalo és Francis Don Mokhesi – dél-afrikai fekete tüntetők voltak, akiket 1984-ben halálra ítéltek Sharpville település polgármester-helyettesének meggyilkolásáért. A nemzetközi felháborodás hatására az ítéletet hosszú börtönbüntetésre módosították. Az érintettek az apartheid rendszer bukása után szabadulhattak.

## A tüntetés és az ítélet
1984. szeptember 3-án a sharpeville-i feketék tiltakozó menete erőszakba csapott: a tömegből többen kövekkel dobálták meg Kuzwayo Jacob Dlamini polgármester-helyettes házát, aki fegyverrel válaszolt. Az ezt követő zavargásokban Dlamini életét vesztette. A hat tüntetőt a következő hónapokban őrizetbe vették, bíróság elé állították, amely kötél általi halálra ítélte őket 1985. december 12-én Christian Mokubungot és Gideon Mokonét nyolc-nyolc év börtönbüntetésre ítélték. Valamennyiüket Prakash Diar ügyvéd képviselte.
Az ítélet széles körű nemzetközi tiltakozást váltott ki, mivel azt az apartheiddel szemben álló közösség jogtalannak és rasszistának tekintette. A dél-afrikai bírósági döntést a 610. és 615. határozatában elítélte a biztonsági tanács is. Az ügyben a dél-afrikai jogászszakma is megosztott volt: a The Star című újság 11 jogászprofesszort kérdezett meg, közülük csak öten értettek egyet az ítélettel.
A hat halálra ítélt közül csak négyen fellebbeztek. A fellebbviteli bíróság 1988 júniusában elutasította a fellebbezéseket. Végül a nemzetközi nyomás hatására mind a hat halálos ítéletet 18 és 25 év közötti börtönbüntetésre változtatta Pieter Willem Botha elnök.
Az apartheid bukása után, 1991. július 10-én először Diniso és Khumalo szabadult a börtönből, őket december 13-án Ramashamola és Mokoena, majd 1992. szeptember 26-án Mokhesi és Sefatsa követte.

## Fordítás
- Ez a szócikk részben vagy egészben  a   Sharpeville six című angol Wikipédia-szócikk ezen változatának fordításán alapul.  Az eredeti cikk szerkesztőit annak laptörténete sorolja fel. Ez a jelzés csupán a megfogalmazás eredetét és a szerzői jogokat jelzi, nem szolgál a cikkben szereplő információk forrásmegjelöléseként.